# Копан Георгій Якович

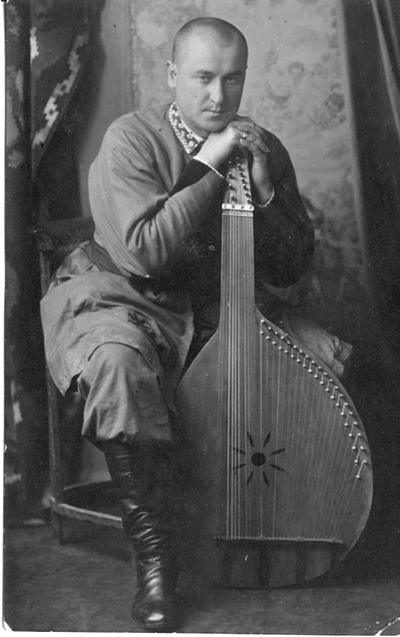
Георгій Копан 1925 р.

 Гео́ргій Я́кович Ко́пан (також Григорій, Гриць, Грицько Копань, народився 4 січня 1887  в Борисполі Київської області — 28 квітня 1938) — український бандурист, репресований радянською владою, реабілітований.

## Життєпис
Припускають що наставником Георгія Копана був бандурист Василь Потапенко — вони брали участь в ансамблі бандуристів (1908—1909, м. Київ), організованому Михайлом Домонтовичем.
Брав участь у Першій художній капелі кобзарів, створеній 1918 року Василем Ємцем. Був одружений із його сестрою.
Наприкінці 1923 року Георгій Копан став і до 1925 року був першим керівником Київської капели бандуристів, (згодом державної) капели бандуристів. Противник хроматизації бандури в 1929-1930.
Вперше потрапив під репресії ГПУ 1930 року за «контрреволюційну діяльність, за розповсюдження антирадянської пропаганди що Українці не мають ті права що інші народности мають в Радянському Союзі. Що говорив що українізація це тільки показуха для іноземців», однак через недоведені обвинувачення був звільненим з-під арешту через чотири місяці, 23 квітня 1931. Однак за ним було встановлено нагляд і заведено «справу оперативного обліку». Задля власної безпеки Георгій Копан вийшов зі складу капели, припинив концертну діяльність і влаштувався на роботу керівником музичних гуртків. На час повторного арешту 20 березня 1938 він працював «хормейстером» Києві в Клубі залізничників і Клубі харчовиків. 
За справою № 83938 II відділу КОУ НКВС згідно зі ст. 54-10, 54-11 КК УРСР засуджено до розстрілу. Присуд Особливої трійки НКВС по Київській області (секретар трійки  Альтзіцер) виконано 28 квітня 1938 року о 23:00
Реабілітований 28 жовтня 1958.

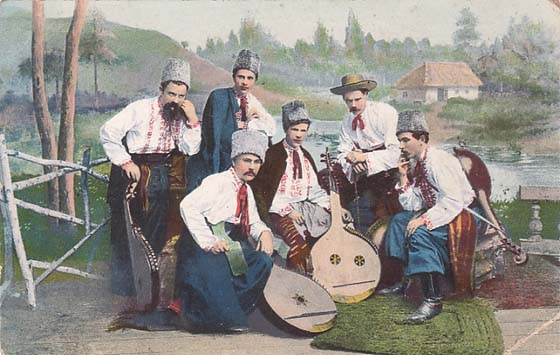
Студентська капела бандуристів (1908). На фотографії ймовірно: Кашуба (Кошуба) Марко Пилипович (1875—1934); Копань (Копан) Георгій Якович (1887—1938); Панченко Федір Петрович (без бандури); Сидить Потапенко Василь Васильович (колишній поводир Т. Пархоменка); Яценко в капелюсі (організатор капели) (1870-1935); Войцех Григорій Євтихович (1877—1937)
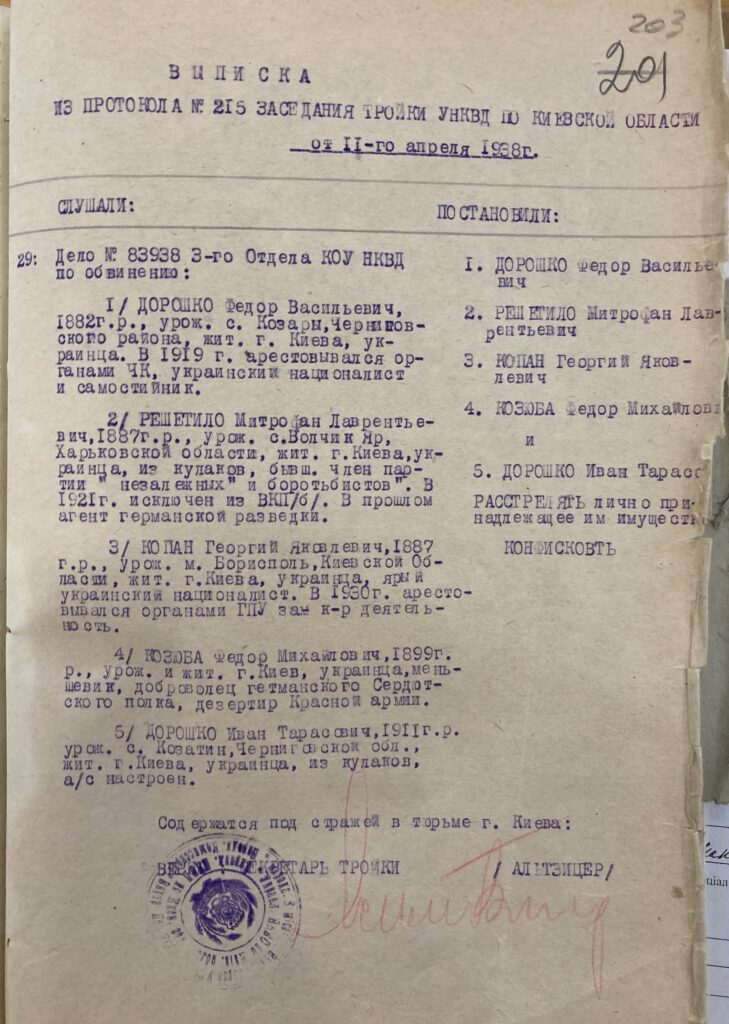
Виписка із протоколу № 215 засідання трійки УНКВС по Київській області від 14 квітня 1938

## Творчість
Славився виконанням народних жартівливих пісень, а також віртуозно передавав складні інструментальні варіації українського «Козачкá».